# Companhia Telefônica Melhoramento e Resistência
Companhia Telefônica Melhoramento e Resistência (CTMR) foi a empresa operadora de telefonia do sistema Telebras nos municípios de Pelotas e Capão do Leão, estado do Rio Grande do Sul, antes do processo de privatização em julho de 1998. 

## História
Permaneceu em atividade de 1922 até o processo de privatização em 1998. Após esse processo as operações de telefonia fixa foram absorvidas pela Brasil Telecom (atual Oi), enquanto que as operações na telefonia móvel foram absorvidas pela Tele Celular Sul, que viria a ser mais tarde absorvida pela TIM.